# Acacia abrupta
Acacia abrupta é uma espécie de leguminosa do gênero Acacia, pertencente à família Fabaceae.